# Germán Hornos
Germán Hornos (San José, Uruguay; 21 de agosto de 1982) es un exfutbolista uruguayo que se desempeñaba como delantero.

## Trayectoria
Nació en 1982 en la ciudad uruguaya de San José, pero pasó su infancia y adolescencia en la ciudad de Durazno. Como muchos jóvenes decidió buscar sus metas en el fútbol, y un cazatalentos puso su vista en él mientras disputaba un partido para la selección Sub-18 de Durazno y de esa forma llegó a fichar por Fénix de Montevideo. Sólo contaba con 19 años cuando llegó al primer equipo del equipo de la capital, y formó parte del mayor éxito de la historia del club cuando, en 2002, y bajo las órdenes del entrenador Juan Ramón Carrasco, finalizaron en tercera posición en el campeonato de Primera División, torneo en el que se convirtió en máximo goleador. Llegó a disputar la Copa Libertadores al año siguiente, hasta que el club Sevilla de España se fijó en él y se lo llevó en el mercado de pases del verano de 2003 como uno de los refuerzos para la delantera, junto a nada más y nada menos que su compatriota Darío Silva.
No jugó mucho aquella temporada a las órdenes del director técnico Joaquín Caparrós. La competencia era dura por el puesto en la delantera con Antoñito, Julio Baptista o el citado Darío Silva luchando con él. No pudo más que marcar un par de goles distribuidos en 16 partidos de Liga, aunque en Copa del Rey si tuvo minutos y estuvo fino, anotando 3 tantos en 4 partidos. Sólo tenía 21 años y en Sevilla no querían dejarlo relegado como jugador suplente, por lo que se le buscó una salida. Así fue que llegó cedido a préstamo al Real Valladolid de la Segunda División de España para la temporada 2004/2005. Aquí comienza muy fuerte, jugando 16 de los primeros 18 partidos de la liga y anotando en ellos 8 valiosos goles. Todo parecía ir bien, pero en la madrugada de la Navidad del año 2004 se torció todo. Conducía su automóvil junto a 3 amigos camino a casa cuando sufrió un accidente que puso en riesgo su vida. Luego de encontrarse a salvo hizo que el panorama futbolístico se mantuviese en vilo. Pero al final pudo salir adelante, la recuperación no fue fácil, más por las lesiones cerebrales sufridas que por el aspecto físico. Hornos necesitó más de un año de recuperación y de visitas a los médicos en Uruguay y España. No volvió a disputar ni un solo partido más durante aquella temporada, aunque para el asombro del mundo y en una muestra de gran superación a mediados de marzo se reincorporó a los entrenamientos.
Al verano siguiente el Sevilla y Real Valladolid acordaron prorrogar un año más la cesión del futbolista y lo que parecía imposible se cumplió en febrero de 2006, volvió a las canchas con la camiseta del equipo filial del Valladolid en un encuentro frente a Racing B. Pero no pudo más que disputar 2 partidos con el filial sin llegar a anotar goles. De vuelta en el conjunto de Sevilla, se decidió que el jugador debería volver a su país y se le cedió a Bella Vista.
Sólo estuvo en su nuevo equipo unos meses, hasta enero del 2007 cuando fichó por River Plate de Montevideo. Aquí se reencontró con su antiguo director técnico Juan Ramón Carrasco. Pero de nuevo su estancia fue corta fichando poco tiempo después por Central Español en julio de 2007, mientras todavía le unía una relación contractual con el Sevilla. Al igual que con sus 3 equipos anteriores sólo duró unos meses hasta que fichó en enero de 2008 por Tacuarembó, el que ya era su cuarto equipo en un periodo de 2 años. En el verano del 2009 tuvo una nueva oportunidad en Europa de la mano del Arles-Avignon recién ascendido a la Ligue 2 de Francia, pero no pasó más allá de unos cuantos entrenamientos ya que no llegó a integrar la plantilla oficial. En febrero de 2010 volvió al fútbol uruguayo para disputar la Segunda División de su país con el equipo de su casa, Durazno.
Después de esta aventura se quedó sin equipo durante un año, hasta que el Ñublense de la Primera División de Chile apostó por él en verano de 2011. En Chile estuvo hasta julio de 2012 cuando acabó su contrato.

## Selección nacional
Jugó para la Selección de Uruguay en 7 oportunidades y marcó un gol.

## Clubes
| Club            | País    | Año       |
| --------------- | ------- | --------- |
| Fénix           | Uruguay | 2001-2003 |
| Sevilla         | España  | 2003-2004 |
| Real Valladolid | España  | 2004-2006 |
| Bella Vista     | Uruguay | 2006      |
| River Plate     | Uruguay | 2007      |
| Central Español | Uruguay | 2007      |
| Tacuarembó      | Uruguay | 2008      |
| Arles-Avignon   | Francia | 2009      |
| Durazno         | Uruguay | 2010      |
| Ñublense        | Chile   | 2011-2012 |

## Palmarés

### Distinciones individuales
| Distinción                                         | Año  |
| -------------------------------------------------- | ---- |
| Máximo goleador del Campeonato Uruguayo (25 goles) | 2002 |